# Garbikowate
Garbikowate (Pomacentridae) – rodzina małych (do 35 cm), głównie morskich ryb okoniokształtnych. Często hodowane w akwariach morskich. W warunkach hodowlanych wykazują dużą odporność na warunki sztucznego środowiska oraz silny terytorializm. Niektóre gatunki uznawane za bardzo agresywne wobec współmieszkańców.

## Występowanie
Morza tropikalne, Ocean Indyjski i Ocean Spokojny.

## Cechy szczególne
- ciało bocznie spłaszczone, owalne, czasem nieznacznie wydłużone
- mały otwór gębowy w położeniu końcowym
- pojedyncza płetwa grzbietowa złożona z dłuższej części z 12-17 promieniami twardymi i krótszej z 10-21 promieniami miękkimi
- 2 (rzadko 3) promienie twarde i 10-14 miękkich w płetwie odbytowej
- linia boczna przerwana lub niepełna
- większość gatunków intensywnie ubarwiona

## Klasyfikacja
Rodzaje zaliczane do tej rodziny:
Abudefduf — Acanthochromis — Altrichthys — Amblyglyphidodon — Amblypomacentrus — Amphiprion — Azurina — Cheiloprion — Chromis — Chrysiptera — Dascyllus — Dischistodus — Hemiglyphidodon — Hypsypops — Lepidozygus — Mecaenichthys — Microspathodon — Neoglyphidodon — Neopomacentrus — Nexilosus — Parma — Plectroglyphidodon — Pomacentrus — Pomachromis — Premnas — Pristotis — Stegastes — Teixeirichthys